# قنومة نيلية
قنومة نيلية (الاسم العلمي:Mormyrus niloticus) هي نوع من الأسماك تتبع جنس القنومة من فصيلة الأسماك القنومية.